# Kaduna (miasto)
Kaduna – miasto w Nigerii, położone nad rzeką Kaduną, stolica stanu Kaduna. Liczy około 1,4 miliona mieszkańców (2001). Ośrodek handlu zbożem i bawełną. Rozwinięty przemysł włókienniczy, maszynowy, metalowy, samochodowy, drzewny i ceramiczny. Klimat równikowy.
Kadunę założyli Brytyjczycy w 1913. W latach 1917–1967 była stolicą regionu północnego. Siedziba uczelni: Nigerian Defense Academy i Kaduna Polytechnic. Siedziba ośrodka badawczego nad śpiączką afrykańską (Nigerian Institute for Trypanosomiasis Research). W mieście jest wielki tor wyścigów konnych, dwa lotniska i olbrzymi targ. Kaduna słynie z garncarstwa. Jej symbolem jest krokodyl.
Kaduna jest centrum przemysłowym Północnej Nigerii, wytwarza się tu tekstylia, maszyny, stal, aluminium, produkty naftowe i łożyska.